# Habitation Grange Bel'Ô
L'Habitation Grange Bel'Ô est une ancienne habitation-caféière de Guadeloupe, située à Bouillante au lieu-dit Pigeon. 

## Histoire
L'Habitation est construite vers 1925, ainsi peu de temps avant l'ouragan Okeechobee (1928). La maison principale, en deux niveaux, en bois, est couverte d'un toit en longs-pans. 
En 1955, elle cesse ses activités sucrières et est transformée en usine à glaces en exploitant les installations hydrauliques de la caféière. Mais, en 1985, elle arrête de produire de la glace. 
En 1987, l'Habitation est restaurée et des galeries sont ajoutées. Elle devient pendant quelques années un gîte mais n'est plus actuellement exploitée (2025). Cependant, les installations sont encore fonctionnelles et sont occasionnellement remises en fonction. 

## Description
L'Habitation exploitait 10 ha. Le boucan abrite toujours la déceriseuse à café. Deux roues à aubes sises à un canal de la rivière Bourceau actionnées les quatre unités de production de glace. Les roues en bois ont été remplacées par des roues en métal. Des bacs en tôle de grandes dimensions étaient remplis d'eau et plongés dans une cuve contenant du glycol, un liquide ne pouvant gelé, amené à -12°C par un système d'ébullition-compression transformant les bacs en pains de glace de 20 kg. 

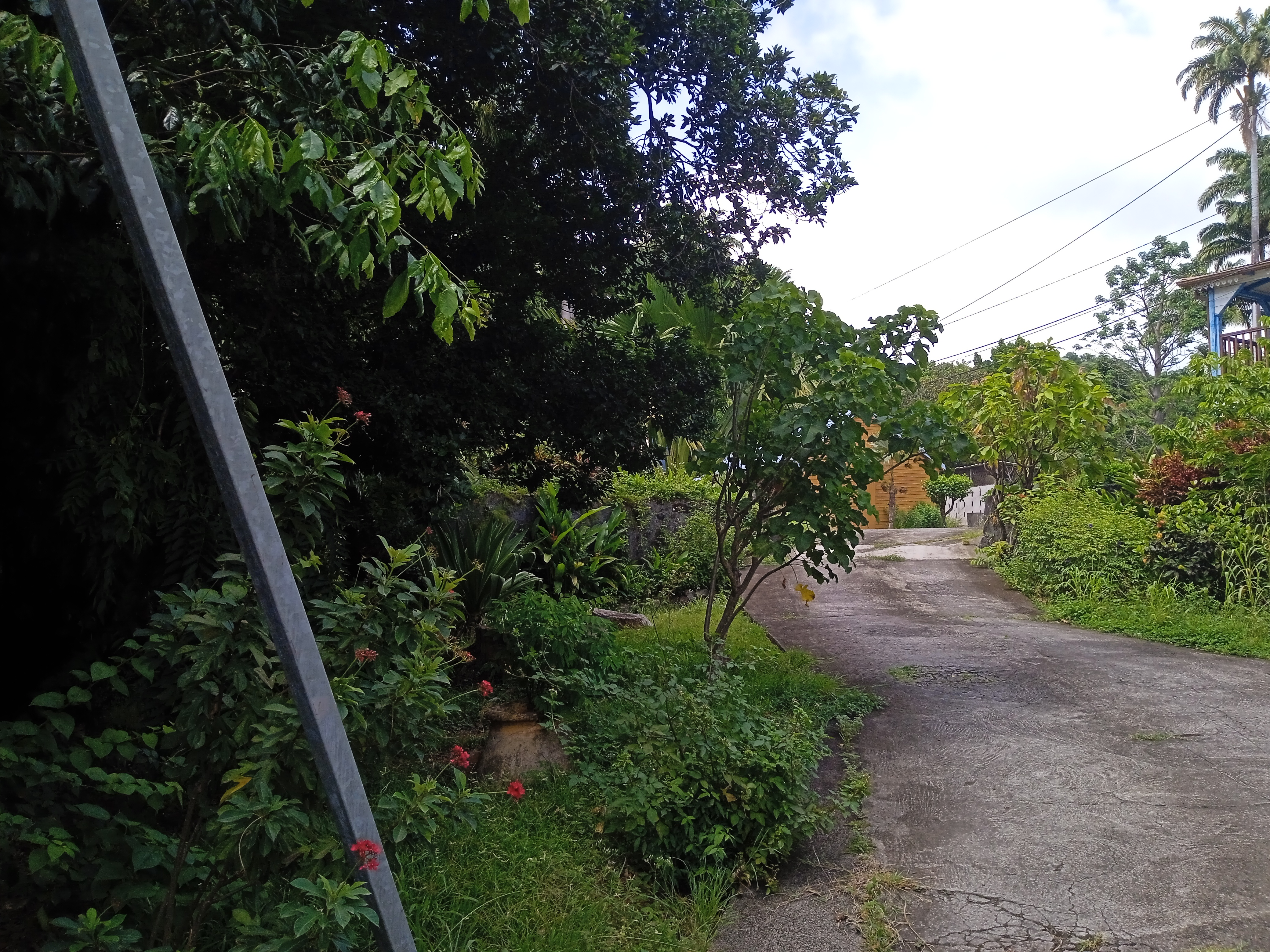
Chemin de la glacière de Bouillante.
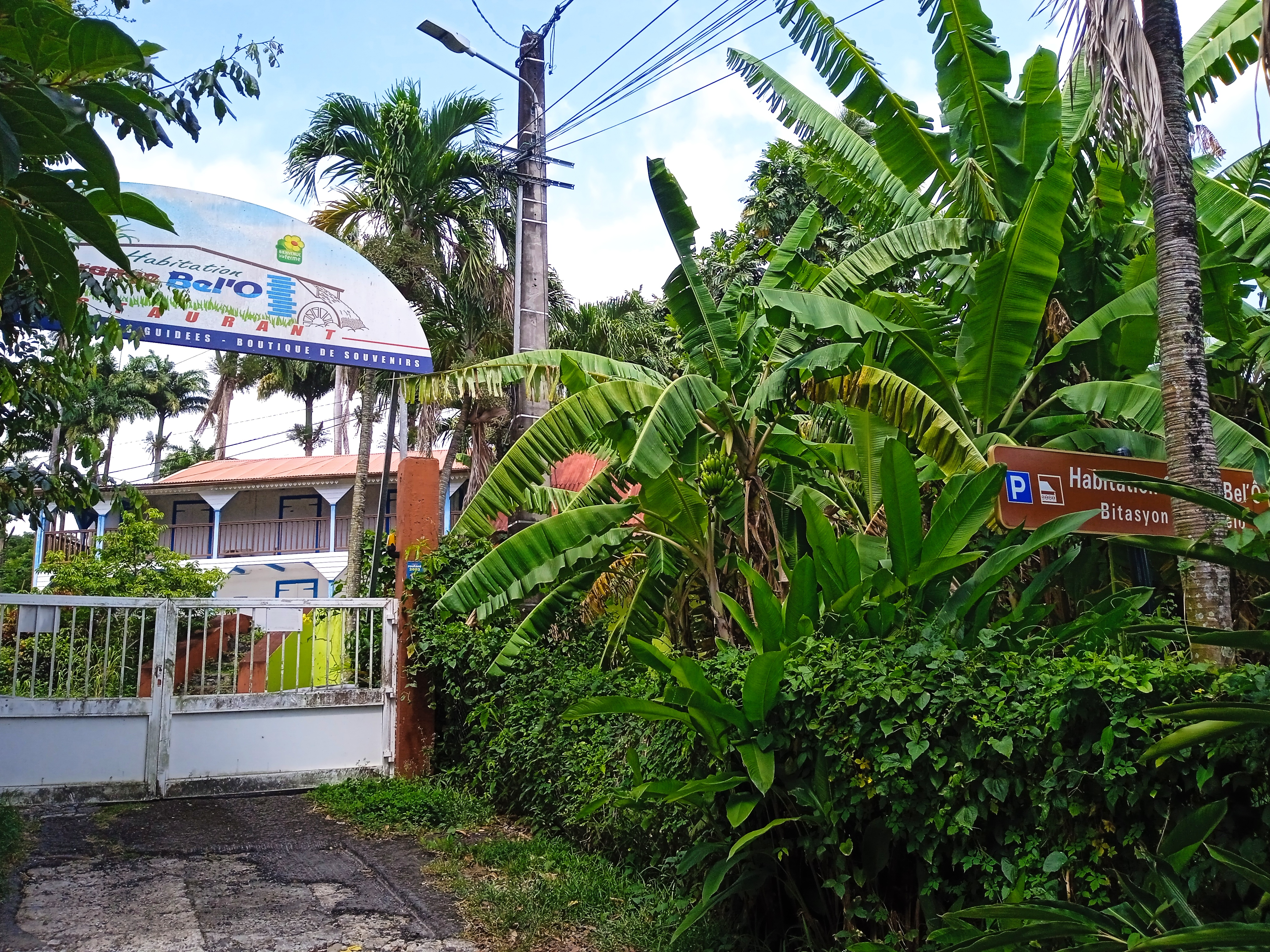
Entrée de l'Habitation Grange Bel'Ô.